# Ingushetiya
Cộng hòa Ingushetia (tiếng Nga: Респу́блика Ингуше́тия, chuyển tự: Respublika Ingushetiya, IPA: [rʲɪˈspublʲɪkə ɪnɡʊˈʂetʲɪjə]; tiếng Ingush: Гӏалгӏай Мохк, Ğalğaj Moxk), thường được gọi đơn giản là Ingushetia, là một chủ thể liên bang của nước Cộng hòa Liên bang Nga, tọa lạc tại vùng Bắc Kavkaz.
Thủ phủ là thành phố Magas. Với diện tích 3,685 km2, Ingushetia là nước chủ thể liên bang nhỏ nhất tại Nga nếu không tính các thành phố liên bang. Nó được thành lập vào ngày 4 tháng 6 năm 1992 sau khi Cộng hòa Xã hội chủ nghĩa Xô viết Tự trị Chechnya-Ingush được chia làm hai. Đây là nơi cư trú của người Ingush, một tộc người có gốc Vainakh. Theo thống kê 2010, dân số nước này là 412.529.

## Địa lý

Bản đồ địa hình Kavkaz.

Ingushetia tọa lạc miền bắc Kavkaz. Diện tích của nó theo nhiều nguồn là từ 2.000 kilômét vuông (770 dặm vuông Anh) đến 3.600 kilômét vuông (1.400 dặm vuông Anh); sự khác biệt này đa phần là do tình trạng chưa thống nhất của huyện Sunzhensky. Nước này giáp với Cộng hòa Bắc Ossetia-Alania (Tây Nam/Tây/Tây Bắc/Nam), Cộng hòa Chechnya (Đông Bắc/Đông/Đông Nam), và vùng Mtskheta-Mtianeti của Gruzia về phía nam. Điểm cao nhất là Gora Shan (4451 m).
Một đoạn dài 150 kilômét (93 mi) của dãy núi Kavkaz chạy trên lãnh thổ nước này.

### Sông
Các con sông lớn bao gồm:
- Sông Terek
- Sông Assa
- Sông Sunzha

## Chú giải
1. ↑  Constitutional Law #57-RZ
2. ↑  Президент Российской Федерации. Указ №849 от 13 мая 2000 г. «О полномочном представителе Президента Российской Федерации в федеральном округе». Вступил в силу 13 мая 2000 г. Опубликован: "Собрание законодательства РФ", №20, ст. 2112, 15 мая 2000 г. (Tổng thống Liên bang Nga. Sắc lệnh #849 ngày 13-5-2000 Về đại diện toàn quyền của Tổng thống Liên bang Nga tại Vùng liên bang. Có hiệu lực từ 13-5-2000.).
3. ↑  Госстандарт Российской Федерации. №ОК 024-95 27 декабря 1995 г. «Общероссийский классификатор экономических регионов. 2. Экономические районы», в ред. Изменения №5/2001 ОКЭР. (Gosstandart của Liên bang Nga. #OK 024-95 27-12-1995 Phân loại toàn Nga về các vùng kinh tế. 2. Các vùng kinh tế, sửa đổi bởi Sửa đổi #5/2001 OKER. ).
4. 1 2  Law of June 4, 1992
5. 1 2  Official website of the Republic of Ingushetia. Social-Economic Characteristics Lưu trữ ngày 2 tháng 6 năm 2015 tại Wayback Machine (tiếng Nga)
6. 1 2  Constitution of the Republic of Ingushetia, Article 64
7. ↑  Official website of the Republic of Ingushetia. Head of the Republic of Ingushetia Lưu trữ ngày 10 tháng 10 năm 2011 tại Wayback Machine (tiếng Nga)
8. 1 2  Cục Thống kê Quốc gia Liên bang Nga (2011). "Всероссийская перепись населения 2010 года. Том 1" [2010 All-Russian Population Census, vol. 1]. Всероссийская перепись населения 2010 года [Kết quả sơ bộ Điều tra dân số toàn Nga năm 2010] (bằng tiếng Nga). Cục Thống kê Quốc gia Liên bang Nga.
9. ↑  Giá trị mật độ được tính bằng cách chia dân số theo điều tra năm 2010 cho diện tích chỉ ra trong mục "Diện tích". Lưu ý rằng giá trị này có thể không chính xác do diện tích ghi tại đây không nhất thiết phải được diều tra cùng một năm với điều tra dân số.
10. ↑  Republic of Ingushetia Territorial Branch of the Federal State Statistics Service. Численность населения республики Lưu trữ ngày 26 tháng 8 năm 2017 tại Wayback Machine (tiếng Nga)
11. ↑  Правительство Российской Федерации. Федеральный закон №107-ФЗ от 3 июня 2011 г. «Об исчислении времени», в ред. Федерального закона №271-ФЗ от 03 июля 2016 г. «О внесении изменений в Федеральный закон "Об исчислении времени"». Вступил в силу по истечении шестидесяти дней после дня официального опубликования (6 августа 2011 г.). Опубликован: "Российская газета", №120, 6 июня 2011 г. (Chính phủ Liên bang Nga. Luật liên bang #107-FZ ngày 2011-06-31 Về việc tính toán thời gian, sửa đổi bởi Luật Liên bang #271-FZ  2016-07-03 Về việc sửa đổi luật liên bang "Về việc tính toán thời gian". Có hiệu lực từ 6 ngày sau ngày công bố chính thức.).
12. ↑  Ngôn ngữ chính thức trên toàn lãnh thổ Nga theo Điều 68.1 Hiến pháp Nga.
13. ↑  Constitution of the Republic of Ingushetia, Article 14
14. ↑  Федеральная служба государственной статистики (Federal State Statistics Service) (ngày 21 tháng 5 năm 2004). "Территория, число районов, населённых пунктов и сельских администраций по субъектам Российской Федерации (Territory, Number of Districts, Inhabited Localities, and Rural Administration by Federal Subjects of the Russian Federation)". Всероссийская перепись населения 2002 года (All-Russia Population Census of 2002) (bằng tiếng Nga). Federal State Statistics Service. Bản gốc lưu trữ ngày 28 tháng 9 năm 2011. Truy cập ngày 1 tháng 11 năm 2011.
15. ↑  Социально-экономические характеристики (bằng tiếng Nga). Official website of Ingushetia. Bản gốc lưu trữ ngày 2 tháng 6 năm 2015. Truy cập ngày 19 tháng 4 năm 2013.
16. ↑  "Die Hoechsten". Gipfel-und-grenzen.de. Truy cập ngày 7 tháng 1 năm 2011.

## Liên kết
- (tiếng Anh) News from Ingushetia Lưu trữ ngày 27 tháng 4 năm 2008 tại Wayback Machine
- (tiếng Anh) History, Language and culture of Ingushetia at Berkeley. CA Lưu trữ ngày 21 tháng 2 năm 2007 tại Wayback Machine.
- (tiếng Anh) News and History of Ingushetia Lưu trữ ngày 27 tháng 4 năm 2008 tại Wayback Machine
- (tiếng Anh) About Ingushetia Lưu trữ ngày 12 tháng 10 năm 2007 tại Wayback Machine
- (tiếng Nga) Official website of Ingushetia
- (tiếng Nga) Unofficial website of Ingushetia Lưu trữ ngày 12 tháng 2 năm 2008 tại Wayback Machine
- (tiếng Nga) The first president of Ingushetia Ruslan Aushev's website.
- (tiếng Nga) Ingush Music/Video/Literature website Lưu trữ ngày 15 tháng 1 năm 2021 tại Wayback Machine.
- (tiếng Nga) Magas, Ingush youth website.
- (tiếng Nga) President of Ingushetia's website Lưu trữ ngày 15 tháng 9 năm 2008 tại Wayback Machine.